# Lyttelton
Lyttelton ou Te Whaka Raupo en langue maori est une ville portuaire, située sur la rive nord de la baie de Lyttelton Harbour, à l’extrémité nord-ouest de la péninsule de Banks et tout près de Christchurch, sur la côte est de l’Île du Sud de la Nouvelle-Zélande.
Avec Christchurch, Lyttelton est l'un des ports qui fut beaucoup utilisé par les expéditions britanniques de l'Âge héroïque de l'exploration en Antarctique, en particulier pour l'expédition Nimrod en 1908, grâce à sa proximité avec l'île de Ross.

## Classement
Point de débarquement des marins à destination de Christchurch, Lyttelton a toujours été considéré comme la Porte d’entrée de Canterbury pour les colons.
Le port est une destination régulière pour les bateaux de croisière. C'est le principal terminal du transport de marchandises de l'Île du Sud, traitant en valeur 34 % des exportations et 61 % des importations.
En 2009, Lyttelton s'est vu attribuer le statut de « zone historique de catégorie I » (Category I Historic Area), attribué par Heritage New Zealand, défini comme « une zone d'importance ou de valeur historique spéciale ou exceptionnelle », peu de temps avant le tremblement de terre de 2011 de Christchurch qui détruisit une grande partie du tissu historique.

## Situation
Lyttelton est l'agglomération la plus vaste de la zone Lyttelton Harbour / Whakaraupo, un bras de mer situé au nord-ouest de la Péninsule de Banks, qui s'étend sur 18 km depuis l’extrémité sud de la baie de Pegasus.

Le port de Lyttelton vu depuis le mont Ada dans la chaîne de Port Hills (septembre 2020).

La ville est située sur les versants inférieurs des Port Hills, qui forment le côté nord du port et sépare effectivement Lyttelton de Christchurch,.
Ce cratère aux parois abruptes fait office d'amphithéâtre naturel et limite le développement urbain.
Un tunnel traversant la chaîne de Port Hills permet un accès routier direct à Christchurch, à 12 km au nord-ouest. La ville de Sumner, située à environ 6 km au nord-est, est accessible via le col d'« Evans Pass » ; cette liaison a été fermée après le tremblement de terre de 2011, jusqu'en 2019. Un autre établissement, Governors Bay se trouve à 10 km à l’ouest et est desservi par un service de ferry le reliant à la banlieue de Diamond Harbour sur la rive sud du port.
L'île inhabitée de Quail (en) se situe dans la partie supérieure du port, au sud-ouest de Lyttelton.

## Population
Selon le recensement néo-zélandais de 2013, la population des habitants de Lyttelton, (y compris les communautés voisines de Rapaki, Cass Bay et Corsair Bay), était de 2 859 habitants.

## Histoire

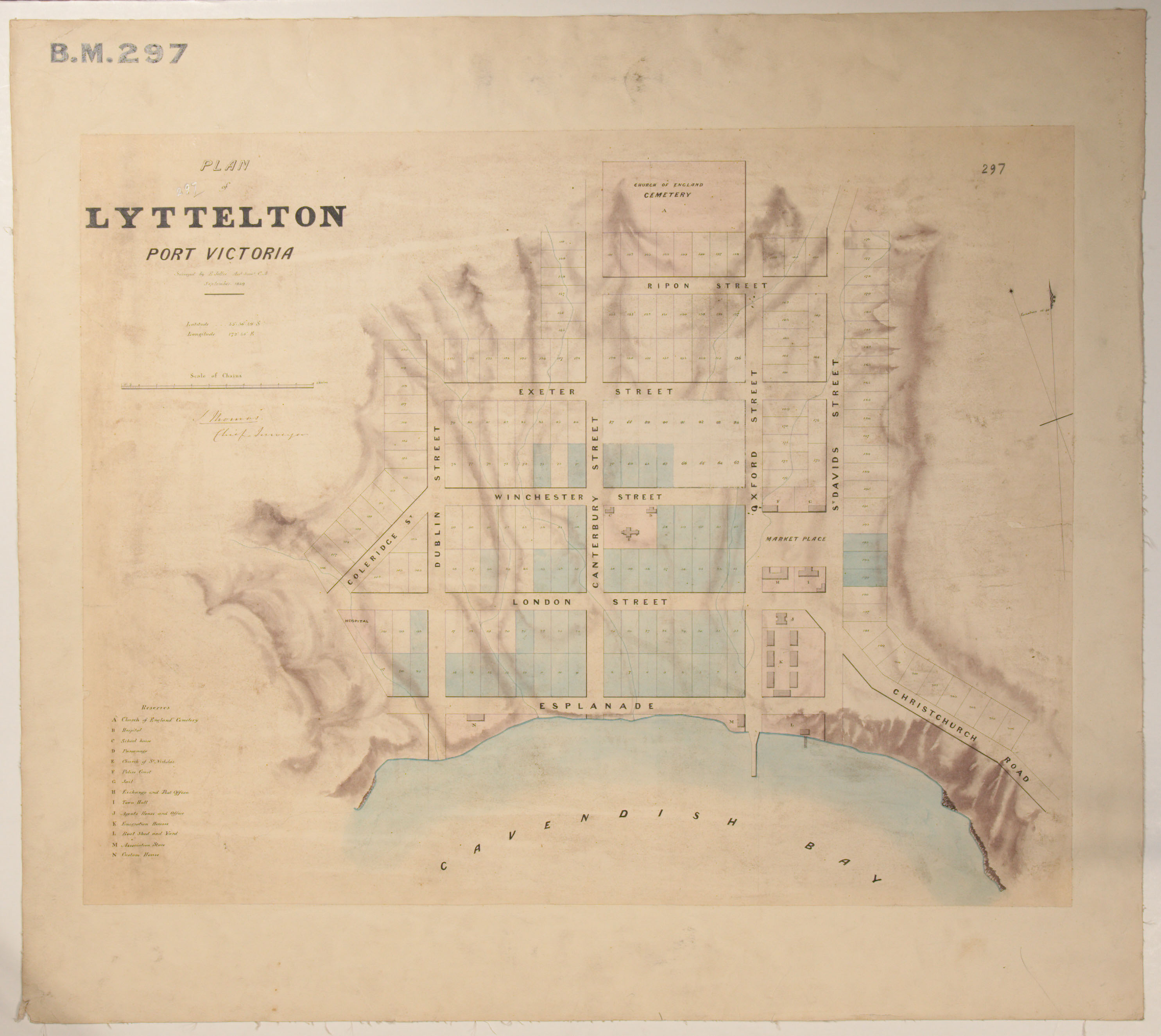
Carte noir de Lyttelton datant de septembre 1849.

Ce lieu fut le site d’un abri pour le peuple Maoris pendant environ 700 ans, avant que le port de Lyttelton ne soit découvert par les voyageurs venant d’Europe, en particulier lors du passage  de James Cook le 16 février 1770 durant le premier voyage du Endeavour dans l'Île du Sud de la Nouvelle-Zélande.
Souhaitant établir une colonie de l’Église d'Angleterre en Nouvelle-Zélande, la Canterbury Association (en) fut fondée en 1848 en Angleterre.
Comme Lyttelton était un port et offrait une large quantité de terres plates adaptées pour l’installation de fermes, le site fut considéré comme idéal pour y implanter une colonie.
Joseph Thomas (en) débarquant comme agent de la Canterbury Association, fut chargé avec son géomètre expert de préparer l’installation des colons. Il plaça initialement la ville portuaire au niveau de Rāpaki ou Te Rāpaki-o-Te Rakiwhakaputa et la capitale de l’installation à Christchurch, avec la tête de pont, qui est à  présent Teddington,. Mais personne ne trouva cette idée initiale réalisable, et surtout Rapaki ne fut pas disponible, car il avait été promis aux Maoris en tant que réserve, et nécessitait une demande pour s’y établir. Finalement le capital à verser pour s’y installer fut estimé trop important .
Les premiers travaux d’arpentage dans le site de Lyttelton furent réalisés par Thomas et Charles Torlesse (en), mais la plus grande partie, jusqu'à son achèvement en septembre 1849 furent réalisés par Edward Jollie (en).
Dans son rapport, Jollie expliquait comment les rues devaient être nommées ,.

« Les noms des rues des trois que j'ai expertisées, furent pris dans le Bishoprics et le chemin qui j’ai entrepris fut pour faire cela, dès que j'eus terminé la carte, je la pris et la montrais à Thomas, qui mettant ses lunettes cerclées d’or et ouvrant son … pour lire les noms des évêques et pour entendre s’ils sonnaient bien.
Si j’étais d’accord avec lui, ce qui fut, je mis le nom sur une des rues, qui devait être baptisée.
Lyttelton étant la première ville à être fondée, elle prit les meilleurs noms pour ses rues, la ville de Sumner ayant été fondée ensuite, prit les meilleurs de la suite et Christchurch étant la plus jeune des trois villes, dut se contenter du reste des noms avec principalement des évêchés d’Irlande et des colonies pour dénommer les rues. 
Ceci compte pour le fait que quiconque ne connaissant pas les circonstances, pourrait considérer comme étrange : que de nombreux des meilleurs évêchés d’Angleterre ne soient pas représentés dans « la ville de Christchurch » alors que les évêchés d’Irlande et des Colonies le soient »

En Août 1849, Lyttelton fut officiellement proclamé port.
Pilgrim's Rock signale l’emplacement où les premiers colons européens accostèrent.
La localisation actuelle des rochers est bien en dedans par rapport au fond de mer, d’autant que le côté des docks de Lyttelton est mis en valeur comme une partie des eaux du port dans les années récentes [citation nécessaire].

## Toponymie
Lyttelton était autrefois appelé Port Cooper (en hommage à Daniel Cooper (en)) et Port Victoria. Ce fut le premier lieu de colonisation du district dès (1850). Le nom de « Lyttelton » fut donné en l’honneur de George William Lyttelton membre de la Canterbury Association, aristocrate et gouverneur colonial de la Caroline du Sud, qui a conduit la colonisation de ce secteur.

## Média
Le Lyttelton Times (en) était l’un des principaux journaux de la région de Canterbury pendant plus de 80 ans. Il fut publié de 1851 à 1929, où il devint le Christchurch Times, jusqu’à ce que sa publication cesse en 1935.
Le 1er juillet 1862, la première transmission par télégraphe assurée en Nouvelle-Zélande fut réalisée à partir du Bureau de poste du Lyttelton Post Office,.
En 1870, le feu détruisit tous les bâtiments en bois de Norwich Quay, sur la rue principale de Lyttelton .
La Lyttelton Timeball Station (en) fut construite en 1876 et commença à signaler le Temps moyen de Greenwich (ou temps GMT) aux bateaux du port. Ce fut l’une des cinq boules horaires fonctionnant dans le monde et qui resta en service jusqu’à ce qu’elle soit détruite par le séisme de juin 2011 de Christchurch. Le bâtiment en forme de château était situé dans la partie haute sur une crête avec une vue étendue sur l’ensemble du port.
Le 1er janvier 1908, l'expédition Nimrod, menée par Ernest Shackleton pour explorer l’Antarctique, partit de Lyttelton .

## Gouvernance  du port
Le Lyttelton Harbour Board fut créé en 1877 pour gérer le port.
Il fut dissout en 1989 après l’adoption du Port Companies Act de 1988, qui acta la scission en deux organisations spécifiques, l’une commerciale : (la Lyttelton Port Company, actuellement propriété de Christchurch City Holdings (en), le bras commercial du Conseil municipal) et l’autre non-commerciale. En 1996, le Lyttelton Port Company fut inscrite au New Zealand Exchange.

### Séismes de 2010–2011

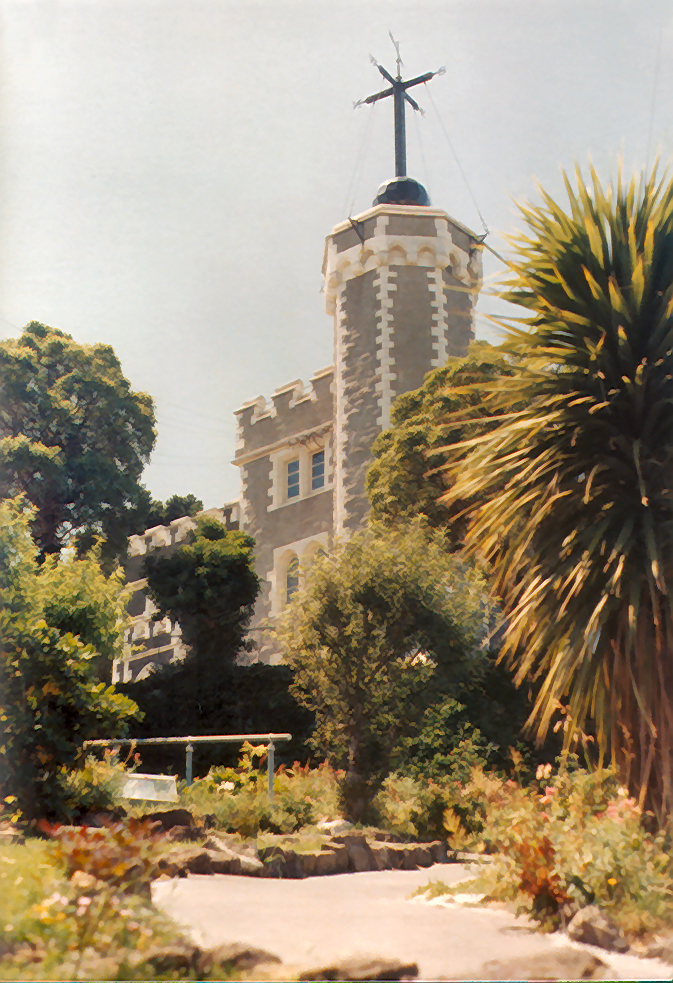
Le commença à signaler le Temps moyen de Greenwich aux bateaux du port en 1876.

Le séisme de 2010 en Nouvelle-Zélande endommagea certains des bâtiments historiques de Lyttelton, particulièrement la boule horaire de Lyttelton.
Il y eut certains dégâts aux infrastructures de la ville, mais les installations du port et le tunnel furent rapidement opérationnels. Les dommages à Lyttleton furent moins importants que ceux de Christchurch du fait de l'atténuation liée à la solidité de la roche sur laquelle repose la ville et de la distance par rapport à l’épicentre du séisme.
Toutefois, le 22 février 2011, les secousses de magnitude 6.3 du séisme de 2011 causèrent des dommages bien plus graves dans Lyttelton que celles de 2010 car l'épicentre était seulement à 5 km de profondeur,. Certains murs de la Timeball Station (en) s’effondrèrent et il y eut des dommages importants pour les bâtiments privés ou publics, nécessitant la démolition d'un grand nombre de structures de valeur patrimoniale, tels que le phare du Harbour Light Theatre et l'Empire Hotel. De nombreux autres bâtiments durent être consolidés car moins endommagés.
À la suite du séisme de février, il fut envisagé que la Timeball Station soit démolie pour des raisons de sécurité Bruce Chapman, chef exécutif du New Zealand Historic Places Trust (NZHPT) dit qu’il y avait des possibilités qu’elle puisse être reconstruite. « Si nous pouvons trouver un moyen pour démanteler la Timeball Station qui nous permette de conserver la plupart des matériaux constitutifs du bâtiment, nous pourrons le faire ».
Toutefois, le 13 juin 2011, une réplique de magnitude 6.3 détruisit complètement la tour  alors que des ouvriers se préparaient à son démantèlement.
La plus grande partie de l’héritage architectural de Lyttelton fut ainsi perdue à la suite des tremblements de terre et les dommages subis trop importants pour permettre une reconstruction.
Vers le mois de juin 2011, six bâtiments de London Street dans la ville de Lyttelton avaient été démolis ainsi que quatre autres bâtiments sur Norwich Quay. Les plus anciennes églises de la ville s’étaient effondrées, notamment Holy Trinity, la plus ancienne église en pierre de la région de Canterbury.

## Gouvernance
Le 19 novembre 2005, il fut annoncé que 60 % des contribuables du District de la Péninsule de Banks (en) avait voté pour la fusion avec la cité de Christchurch (en) voisine, fusion effective à la date du 6 mars 2006. Il en résulta la création du nouveau Christchurch City Council établit sur les limites du nouveau ward, correspondant à la Péninsule de Banks, et la création de deux boards de communauté, le Lyttelton/Mt Herbert Community Board couvrant Lyttelton, Rapaki, Governors Bay, Diamond Harbour et Port Levy, et le Akaroa/Wairewa Community Board, couvrant Akaroa, Little River, Birdlings Flat, et les villages de Eastern et Southern Bays de la péninsule Banks. Le Akaroa/Wairewa Community Board fut ultérieurement divisé en deux nouvelles parties, la subdivision dAkaroa et la subdivision de Wairewa.

## Transport
La ville de Lytelton est reliée à Christchurch par les tunnels ferroviaires et routiers à travers la chaîne de Port Hills.
Long de 1,9 km, le tunnel routier (ouvert en 1964) est le tunnel routier le plus long du pays et le tunnel du chemin de fer (en) de la section de la branche de Lyttelton (en) sur la ligne principale du sud (en), fut officiellement ouvert le 9 décembre 1867 et est donc le plus ancien du pays.

### Port de Lyttelton
Lyttelton a longtemps été le principal port de la région de Canterbury / Christchurch, ayant été ouvert dès 1877 par le Lyttelton Harbour Board, devenant plus tard le Lyttelton Port Company avec l’introduction du Port Companies Act en 1988.
Entre 1958 et 1967, le port vécu une telle prospérité que la ville de Kaiapoi, sur la côte nord de Christchurch rouvrit brièvement les installations de son port, qui avaient été fermées pendant une décennie, pour permettre aux plus petits bateaux de court-circuiter les quais de Lyttelton, qui étaient congestionnés.
En 1970, le port fut choisi, dragué et modernisé pour la conteneurisation, avec des installations qui ouvrirent en 1977 lors du centenaire de son existence.
Des quantités très importantes de charbon de l’Île du Sud ont été acheminées de ce port par bateau au cours des cent dernières années. Les installations ont aussi fourni du gaz liquéfié et du pétrole durant cinquante ans. En ce qui concerne l’essence, le port pourrait être vu (en considérant les quantités y transitant) comme le premier port pour le transport de l’énergie de l'Île du Sud.

## Cinéma
Lyttelton fut le lieu de tournage de la plupart des scènes d'extérieur du film d’horreur The Frighteners de Peter Jackson en 1996,.